# Кистега (село)
Кистега — село в Заволжском районе Ивановской области, входит в состав Дмитриевского сельского поселения.

## География
Село расположено на берегу реки Кистега в 15 км на юго-восток от центра поселения села Колшево и в 21 км на северо-запад от районного центра Заволжска. 

## История
В XVII веке по административно-территориальному делению село входило в Костромской уезд. По церковно-административному делению приход относился к Плесской десятине. В 1620 году упоминается церковь "Дмитрей Селунский в Дуплехове стану". В 1629 году "на государеве цареве земле погост Дмитрея Селунскаго чуд. на реке Кистюге, а на погосте церковь Дмитрея Селунскаго чуд. древяна клецки, а в церкви образы и свечи и книги и ризы и колокола и всякое церк. строенье мирское приходных людей, а церковных служебников во дворе поп Софроний Мартемьянов, во дворе дьячек Якушко Мартемьянов, место пономаря, место дворовое просвирни, 2 двора бобыльских". В марте 1738 года "дана первая патрахельная память, церкви Дмитрия Селунскаго, что на реке Кистюге, вдовому попу Игнатию Григорьеву на два года". 
Каменная Димитриевская церковь в селе Дмитриевское с такой же колокольней построена в 1815 году на средства прихожан. Ограда с трех сторон каменная, с четвертой деревянная. Кладбище в церковной ограде. Престолов было три: во имя Пресвятой Троицы, св. вмч. Димитрия Солунского и св. прор. Илии.
В конце XIX — начале XX века село Дмитриевское входило в состав Колшевской волости Кинешемского уезда Костромской губернии, с 1918 года — в составе Иваново-Вознесенской губернии.
С 1929 года село Кистега входило в состав Корниловского сельсовета Кинешемского района Ивановской области, с 1935 года — в составе Наволокского района, с 1958 года — в составе Заволжского района, с 2005 года — в составе Дмитриевского сельского поселения.

## Население
| 1872 | 1897 | 2002 | 2010 |
| ---- | ---- | ---- | ---- |
| 20   | ↗45  | ↗71  | ↘53  |

## Достопримечательности
В селе расположена недействующая Церковь Димитрия Солунского (1815).